# Lena Klenke
Lena Klenke (ur. 15 października 1995 r. w Berlinie) – niemiecka aktorka.

## Filmografia[1]
- Cisza (Das letzte Schweigen, 2010) jako Sinikka
- Komasaufen (2013) jako Sylvia Manthey
- Szkolna imprezka (Fack ju Göhte, 2013) jako Laura
- Letzte Spur Berlin (serial, 2014) jako Naomi Hessler
- So schön wie du (krótkometrażowy, 2014) jako Tina
- Miejsce zbrodni (Tatort, serial, 2014–2018) jako Mia Korf / Harriett Wiesler / Hanna Leibold
- SOKO Leipzig (serial, 2015) jako Bärbel 'Babsie' Wagner
- Victoria (2015) jako Junge Mutter
- Zwei Familien auf der Palme (2015) jako Chiara
- Becks letzter Sommer(2015) jako Anna Lind
- Szkolna imprezka 2 (Fack ju Göhte 2, 2015) jako Laura
- Die Klasse – Berlin 61 (2015) jako Bärbel
- Die Neue (2015) jako Jacqueline
- Unser Traum von Kanada (miniserial, 2016) jako Lina van Laak
- Lena Fauch (2016) jako Anna Knapp
- Der Sohn (2017) jako junge Frau
- Rock My Heart (2017) jako Jana
- Szkolna imprezka 3 (Fack ju Göhte 2, 2017) jako Laura
- Babylon Berlin (serial, 2017) jako Frau im Ruderclub
- Milcząca rewolucja (Das schweigende Klassenzimmer, 2018) jako Lena
- Jak sprzedawać dragi w sieci (szybko) (oryg. How to Sell Drugs Online (Fast), serial, 2019) jako Lisa
- Osiem dni (8 Tage, miniserial, 2019) jako Leonie